# Hot Wheels : Meilleur pilote mondial
Hot Wheels : Meilleur pilote mondial (Hot Wheels: World's Best Driver) est un jeu vidéo de course développé par Firebrand Games et sorti en 2013 sur Windows, Wii U, PlayStation 3, Xbox 360, Nintendo 3DS et iOS.

## Accueil
- Jeuxvideo.com : 5/20[1]